# Scandic Infra City
Scandic Infra City is een hotel in de Zweedse in Upplands Väsby. Met een hoogte van 70 meter staat het op de 24e plaats van hoogste gebouwen van Zweden. Het hotel telt 236 kamers voor de gasten en heeft 24 verdiepingen boven de grond. In 2008 werd in het hotel de conferentie International Compact with Iraq gehouden. Op de top van het hotel bevindt zich een glazen suite die met 300 vierkante meter de grootste is van Scandinavië.